# فرانسواز بريفوست
فرانسواز بريفوست (بالفرنسية: Françoise Prévost) (و. 1680 – 1741 م) هي راقصة باليه، وراقصة، وممثلة، ومصممة رقص، من فرنسا، ولدت في باريس، توفيت في باريس، عن عمر يناهز 61 عاماً.